# ユダヤ系アメリカ人の組織犯罪
ユダヤ系アメリカ人の組織犯罪（英: Jewish-American organized crime）は19世紀の末から20世紀の初めにかけてアメリカのユダヤ人コミュニティーの内部で出現した。この組織はユダヤ系ギャング（英: Jewish Mob）、ユダヤ系マフィア（英: Jewish Mafia）、コーシャー・マフィア（英: Kosher Mafia）、コーシャー・ノストラ（英: Kosher Nostra）、あるいはアンザ・シュティック（英語: Undzer Shtik、イディッシュ語: אונדזער שטיק）と呼ばれてさまざまな仕方でメディアやポピュラー・カルチャーで言及されてきた。

## 歴史

### 1 9～20世紀初頭
19世紀より東欧から大量のユダヤ系移民が入植するようになると、ユダヤ人差別なども後押ししてニューヨーク市を中心にイタリア系の「マーノ・ネーラ」と似たユダヤ系の犯罪者が台頭し、スリ、盗品売買、売春といった犯罪を行うようになった。
この頃登場した有名なギャングは、マックス・ツヴェルバッハやジャック・ゼリグなどである。

### 禁酒法
禁酒法時代になるとユダヤ人系ギャングは組織化するようになり、イタリア系のマフィアと並ぶ一大勢力へと成長していった。ニューヨークでは組織犯罪の創始者ともされるアーノルド・ロススタインとその配下のマイヤー・ランスキーとベンジャミン・"バグジー"・シーゲルは酒の密輸と売買を行い、またイタリア系マフィアであるラッキー・ルチアーノとも手を組んで莫大な資産を有し、マーダー・インクという殺人結社をも有する一大シンジケートを築き上げた。
また、デトロイトではパープル・ギャングが活動し、シカゴのボスであるアル・カポネも二の足を踏む勢力を築き上げた。

### 第二次世界大戦後
第二次世界大戦後、ロサンゼルスにてユダヤ系マフィアのミッキー・コーエンが台頭しており、イタリア系マフィアのジャック・ドラグナと対立した際には自宅を爆破されることもあった(しかしこれによりドラグナは警察に追われるようになった)。
また、この頃から司法の追求やマイヤー・ランスキーの死去などもあり、ユダヤ系およびイタリア系によるシンジケートは勢力を衰退させていった。

### 現在
現在ユダヤ系の犯罪勢力は、ユダヤ系ロシア・マフィアやイスラエルのマフィアと提携し誘拐、売春、闇金融、麻薬取引といった活動をしている。

## 関連作品
いわゆる(主に禁酒法時代を題材にした)マフィア映画にはユダヤ系犯罪者が頻繁に登場していた(ゴッドファーザーのモー・グリーンなど)。ここではユダヤ系ギャングが主要人物となっている作品を紹介する。
- 映画 - ワンス・アポン・ア・タイム・イン・アメリカ (1984年)
- 映画 - 奴らに深き眠りを (1997年)
- 映画 - ドライヴ (2011年)
- 映画 - トリプル9　裏切りのコード (2016年)